# Piratenspinne

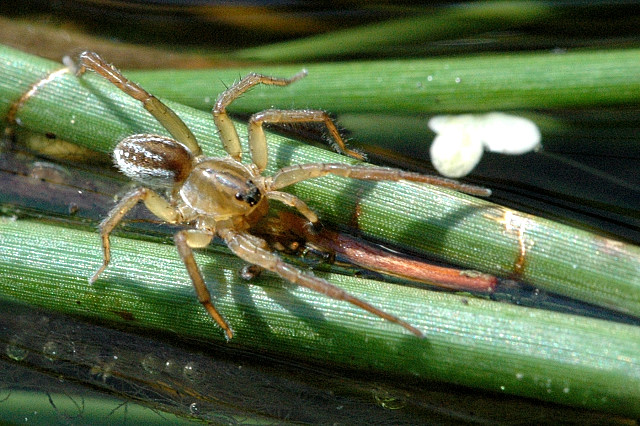
Männchen

Die Piratenspinne (Pirata piraticus) ist eine Art aus der Gattung der Piratenspinnen (Pirata) in der Familie der Wolfspinnen (Lycosidae).

## Beschreibung
Männchen erreichen eine Länge von 4 bis 6,5 Millimeter, Weibchen 5 bis 9 Millimeter. Die 8 Augen sind in 3 Reihen angeordnet. Der Körper ist braun gefärbt. Auf dem Vorderkörper befindet sich ein Gabelstreifen, der bis zu den Augen reicht.

## Vorkommen
Der Lebensraum der Piratenspinne sind Pflanzengürtel entlang von stehenden oder sehr langsam fließenden Gewässern, wie beispielsweise Gräben, Altwasserbereiche, Tümpel, Weiher und Seen. Das Verbreitungsgebiet umfasst die holarktischen Bereiche von Europa, Asien, Amerika und Japan. In Deutschland ist die Art verbreitet.

## Lebensweise
Die Piratenspinne lebt in der Nähe von Gewässern sowie auf dem Wasser. Bei Gefahr kann die Art tauchen. Manchmal ziehen sich die Tiere zurück in ihre Gespinströhren, die an Pflanzen befestigt sind. Das Weibchen spinnt ihren Eikokon an den Spinnwarzen fest und trägt ihn mit sich herum. Die als Beute dienenden Insekten werden aktiv gejagt, Fangnetze werden nicht gebaut.